# Eleições estaduais de Berlim Ocidental em 1954

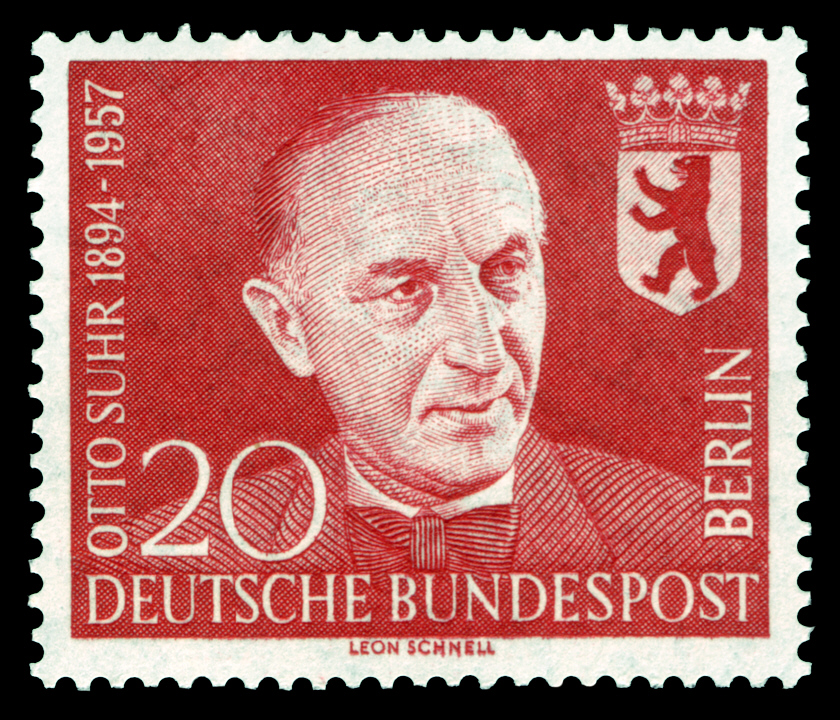
For the 1st day of death of Otto Suhr (1894–1957) primary major of Berlin)

or the 1st day of death of Otto Suhr (1894–1957) primary major of Berlin)
As eleições estaduais de Berlim Ocidental em 1954 foram realizadas a 5 de Dezembro e, serviram para eleger os 127 deputados para o parlamento estadual.
O Partido Social-Democrata da Alemanha voltou a vencer as eleições, com uma votação semelhante às eleições anteriores, ao obter 44,6% dos votos e 64 deputados.
A União Democrata-Cristã obteve um resultado positivo, conseguindo um forte crescimento eleitoral, conquistando 30,4% dos votos.
O Partido Democrático Liberal foi o grande derrotado, perdendo 10% em relação a 1950, ficando-se pelos 12,8% dos votos e 19 deputados.
Após as eleições, formou-se um governo de grande coligação entre social-democratas e democratas-cristãos.

## Resultados Oficiais
| Partido                 | Partido                             | Votos     | %     | +/-   | Deputados | +/-     |
| ----------------------- | ----------------------------------- | --------- | ----- | ----- | --------- | ------- |
|                         | Partido Social-Democrata            | 684 906   | 44,59 | 0,08  | 64 / 127  | 3       |
|                         | União Democrata-Cristã              | 467 117   | 30,41 | 5,76  | 44 / 127  | 10      |
|                         | Partido Democrático Liberal         | 197 204   | 12,84 | 10,21 | 19 / 127  | 13      |
|                         | Partido Alemão                      | 75 321    | 4,90  | 1,23  | 0 / 127   | Estável |
|                         | Partido Socialista Unificado        | 41 375    | 2,69  | -     | 0 / 127   | -       |
|                         | Bloco dos Refugiados e Expatriados  | 39 236    | 2,55  | 0,37  | 0 / 127   | Estável |
|                         | União Económica das Médias Empresas | 26 886    | 1,75  | Novo  | 0 / 127   | Novo    |
|                         | Outros                              | 3 848     | 0,25  |       | 0 / 127   |         |
| Votos Inválidos         | Votos Inválidos                     | 19 618    |       |       |           |         |
| Total                   | Total                               | 1 555 511 | 100   |       | 127 / 127 |         |
| Eleitorado/Participação | Eleitorado/Participação             | 1 694 896 | 91,75 | 1,34  |           |         |
| Fonte                   | Fonte                               | [ 1 ]     | [ 1 ] | [ 1 ] | [ 1 ]     | [ 1 ]   |